# Димитър Ризов
Вижте пояснителната страница за други личности с името Димитър Ризов.
Димитър Христов Ризов е български революционер, общественик, политик, публицист и дипломат. Използва псевдоними като Гяур, Дантон, Д. Инсаров, Македонец, Мита Ризич, Д. Рудин, Junius.

## Биография
Ризов е роден 1862 година в Битоля, Македония. Първоначално учи в родния си град, а след това завършва гимназия в Пловдив. В 1881 година отваря книжарница в Битоля, а в 1882 – 1883 година по-късно е екзархийски училищен инспектор на българските училища в Македония. В 1881 година издава на френски език първата „Етнография на Македония“. В 1883 година заедно с Насте Стоянов подпомага откриването на българската книжарница на Коне Самарджиев в Солун. Ризов редактира „Македонский календар – Св. Кирил и Методий", като събира статии, научни изследвания, стихотворения от видни учени и общественици в България, като Иван Вазов, Петко Славейков, Марин Дринов, Трайко Китанчев, Константин Мишайков, Андрей Ляпчев, Константин Величков и ги праща за отпечатване в Солун.
През 1884 година се установява в Княжеството и се включва в политическия живот като редактор на вестника на Либералната партия „Търновска конституция“. Ризов е част от вълната либерали емигранти в източнорумелийската столица Пловдив, където активно участва в дейността на Българския таен централен революционен комитет и в подготовката и извършването на Съединението на областта с Княжество България. От 6 до 9 септември 1885 г. е член на Временното правителство в Пловдив. Ризов е редактор на вестниците „Самозащита“ (1885), „Македонский глас“ (1885, 1887), „Независимост“ (1886). Ризов е депутат в Третото велико народно събрание (1886 – 87).
През януари 1887 г. се обявява против Регентството и правителството, подкрепяйки русофилските офицерски бунтове в Силистра и Русе, за което е арестуван в Черната джамия. През 1887 година продължава образованието си в Лиежкия университет в Белгия, като стипендиант на Евлоги Георгиев, като учи история, философия и политикономия. След завръщането си издава вестник „Христо Ботйов“, в който рязко напада княз Фердинанд I, като след брой І е арестуван и осъден на две години затвор. Димитър Ризов и Наум Тюфекчиев са основните организатори на неуспешния опит за убийството на Стефан Стамболов, при който на 27 март (15 март стар стил) 1891 година е убит финансовият министър Христо Белчев. В 1895 – 1896 година издава вестник „Млада България“ (1895 – 1896), в който също напада княз Фердинанд. През декември 1895 година на Втория македонски конгрес Димитър Ризов е избран за член на ВМОК на Втория редовен конгрес и по-късно активно участва в дейността на организацията.
От 1897 година Димитър Ризов променя отношението си към управлението и преминава на дипломатическа служба. Той е български търговски консул в Скопие (1897 – 1899), депутат в XI обикновено народно събрание (1901), дипломатически агент в Цетине (1903 – 1905) и Белград (1905 – 1907), пълномощен министър в Рим (1908 – 1915) и по време на Първата световна война в Берлин (1915 – 1918). През 1917 година, в Берлин заедно с брат си Никола Ризов той издава атласа „Българите в техните исторически, етнографически и политически граници“, съдържащ 40 карти и обяснителни текстове на немски, английски, френски и български език. Димитър Ризов умира на 23 април 1918 година в Берлин.
Ризов има две сестри, които завършват Солунската българска девическа гимназия. Параскева (Пара) (около 1874 – Битоля; 1949 – София) се омъжва за д-р Динко Йовев (1867 – Саръгьол, Бабадагско; 1902 – София). Екатерина (Катина) (около 1872 – Битоля; 1935 – София) в 1886 година се омъжва за Димитър Петков.
Самият Ризов е женен за черногорката Босилка Вулетич-Ризов, извънбрачна дъщеря на черногорския крал Никола I.